# Presnakov Island
Presnakov Island (englisch; bulgarisch Преснаков остров Presnakow ostrow) ist eine in südost-nordwestlicher Ausrichtung 390 m lange und 100 m breite Felseninsel im Archipel der Südlichen Shetlandinseln. Sie liegt 330 m westsüdwestlich des Jameson Point und 1,55 km nordwestlich des Ugorelets Point vor der Westküste von Low Island.
Britische Wissenschaftler kartierten sie 2009. Die bulgarische Kommission für Antarktische Geographische Namen benannte sie 2018 nach dem bulgarischen Kapitän Iwan Presnakow, Schiffsführer des Trawlers Aurelia, der von September 1977 bis April 1978 unter Kapitän Iwan Presnakow für den Fischfang in den Gewässern um Südgeorgien und um die Südlichen Orkneyinseln operiert hatte.